# Ashland (Nova Jersey)
Ashland és una concentració de població designada pel cens dels Estats Units a l'estat de Nova Jersey. Segons el cens del 2000 tenia 8.375 habitants.

## Demografia
Segons el cens del 2000, Ashland tenia 8.375 habitants, 3.115 habitatges, i 2.317 famílies. La densitat de població era de 1.107,4 habitants/km².
Dels 3.115 habitatges en un 31,5% hi vivien nens de menys de 18 anys, en un 62,7% hi vivien parelles casades, en un 8,7% dones solteres, i en un 25,6% no eren unitats familiars. En el 21,6% dels habitatges hi vivien persones soles el 10,2% de les quals corresponia a persones de 65 anys o més que vivien soles. El nombre mitjà de persones vivint en cada habitatge era de 2,63 i el nombre mitjà de persones que vivien en cada família era de 3,1.
Per edats la població es repartia de la següent manera: un 23,6% tenia menys de 18 anys, un 5,4% entre 18 i 24, un 28,3% entre 25 i 44, un 23,9% de 45 a 60 i un 18,9% 65 anys o més.
L'edat mediana era de 41 anys. Per cada 100 dones de 18 o més anys hi havia 88,1 homes.
La renda mediana per habitatge era de 68.063 $ i la renda mediana per família de 75.232 $. Els homes tenien una renda mediana de 51.113 $ mentre que les dones 37.234 $. La renda per capita de la població era de 28.936 $. Aproximadament el 2,8% de les famílies i el 4,6% de la població estaven per davall del llindar de pobresa.

## Poblacions més properes
El següent diagrama mostra les poblacions més properes.